# Cardinalis
Los cardenales (Cardinalis) son un género de aves paseriformes perteneciente a la familia de los cardinálidos. Se compone de tres especies residentes que habitan en América, desde la región de los Grandes Lagos hasta el norte de Sudamérica.
Su nombre vulgar se debe al color rojo intenso del macho de la especie tipo —C. cardinalis—, que recuerda la vestimenta de un cardenal de la Iglesia católica. Sin embargo, no todas las especies son completamente rojas.
Son aves entre 19 y 22 cm de longitud. Sus características más distintivas son la presencia de una cresta conspicua y un pico cónico grueso y fuerte. Hay dimorfismo sexual; los machos tienen mayor cantidad de rojo en el plumaje, y las hembras sólo algunos tintes, con predominancia del color gris. Los individuos inmaduros son similares a las hembras.
Por su canto son apreciadas como aves de jaula.

## Especies
Se reconocen las siguientes:
- Cardinalis cardinalis. Cardenal norteño. Desde el sur de Canadá hasta Guatemala.
- Cardinalis sinuatus. Cardenal pardo. México y Estados Unidos.
- Cardinalis phoeniceus. Cardenal de La Guajira. Colombia y Venezuela.